# Tschernjachowo
Tschernjachowo (russisch Черняхово, deutsch Laukupönen, 1938–1945 Erlenhagen) ist eine Siedlung im Südosten der russischen Oblast Kaliningrad. Sie gehört zur kommunalen Selbstverwaltungseinheit Stadtkreis Nesterow im Rajon Nesterow.

## Geographische Lage
Tschernjachowo liegt südlich der Rajonstadt Nesterow (Stallupönen/Ebenrode), zwei Kilometer südwestlich von Newskoje (Pillupönen/Schloßbach) an der Kommunalstraße 27K-091 von Newskoje nach Kalinino (Mehlkehmen/Birkenmühle) im Norden der Rominter Heide.
Bis in die 1970er Jahre war Newskoje die nächste Bahnstation an der Bahnstrecke Gołdap–Nesterow, die nach 1945 nur noch im russischen Abschnitt betrieben wurde und dann eingestellt wurde.

## Geschichte
Laukupönen gehörte 1874 zu einer von sechs Landgemeinden, die den Amtsbezirk Podszohnen (1936–1938 Podschohnen, 1938–1946 Buschfelde) bildeten. Am 3. Juni 1938 erhielt Laukupönen den neuen Namen „Erlenhagen“, der am 16. Juli 1938 offiziell bestätigt wurde.
Bis 1945 gehörte das Dorf zum Landkreis Stallupönen (1938–1948 Landkreis Ebenrode) im Regierungsbezirk Gumbinnen der preußischen Provinz Ostpreußen.
Infolge des Zweiten Weltkrieges kam der Ort zur Sowjetunion. Im Jahre 1947 erhielt er den russischen Namen Tschernjachowo und wurde gleichzeitig dem Dorfsowjet Newski selski Sowet im Rajon Nesterow zugeordnet. 1954 gelangte der Ort in den Pokryschkinski selski Sowet. Von 2008 bis 2018 gehörte Tschernjachowo zur Landgemeinde Prigorodnoje selskoje posselenije und seither zum Stadtkreis Nesterow.

## Einwohnerentwicklung
| Jahr | Einwohner |
| ---- | --------- |
| 1910 | 304       |
| 1933 | 271       |
| 1939 | 249       |
| 2002 | 167       |
| 2010 | 155       |

## Kirche
Das kleine Dorf Laukupönen war vor 1945 mit seiner überwiegend evangelischen Bevölkerung in das Kirchspiel Pillupönen ('1938–1946 Schloßbach, russisch: Newskoje) im Kirchenkreis Stallupönen (1938–1946 Ebenrode) in der Kirchenprovinz Ostpreußen der Kirche der Altpreußischen Union eingegliedert. Letzter deutscher Geistlicher war Pfarrer Paul Melzer.
Während der Sowjetzeit kam das kirchliche Leben zum Erliegen. Erst in den 1990er Jahren entstand in Newskoje wieder eine evangelische Gemeinde, die sich in die Propstei Kaliningrad der Evangelisch-Lutherischen Kirche Europäisches Russland (ELKER) integrierte. Die zuständigen Pfarrer sind die der Salzburger Kirche in Gussew (Gumbinnen).